# 老旦

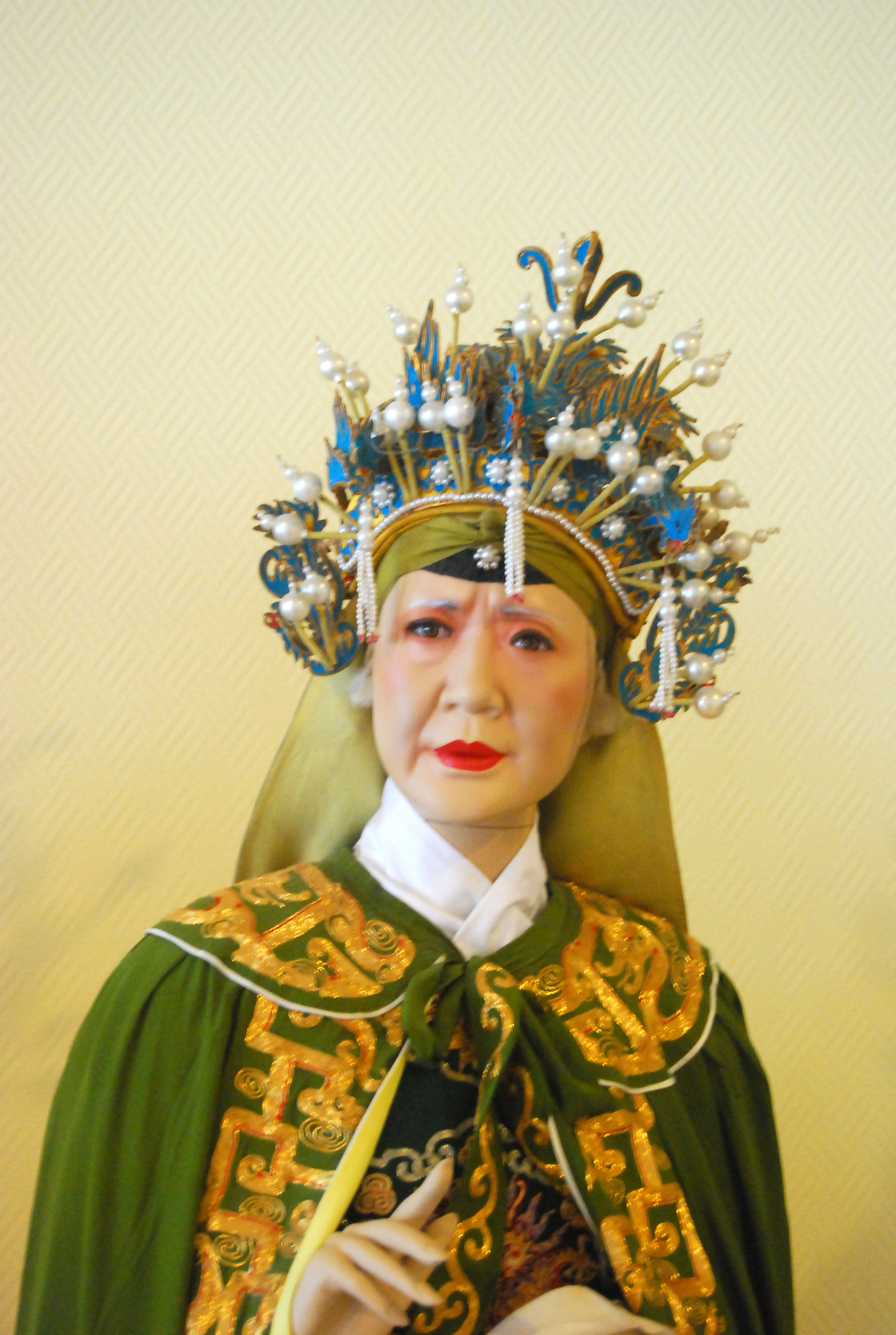
佘太君在京剧中的老旦形象

老旦是戏曲中的行当名称，是旦的一种，指老年女性角色
。

## 分類
- 京剧老旦

在京剧中，老旦演唱一般用真嗓。如《西厢记》的崔老夫人
- 越剧老旦

在越剧中，老旦的特点是唱做并重，表演稳重。越剧中老旦一般为配角，戏份较少。如《红楼梦》中的贾母，《血手印》中的林母。著名的越剧老旦演员有周宝奎、金艳芳等